# آغاچ‌لی (گرگر)
آغاچ‌لی {{ترکی|Ağaçlı) (به کردی: Şewqan) یک منطقهٔ مسکونی کردنشین در ترکیه است که در گرگر، آدیامان واقع شده‌است.